# DDR2 SDRAM
Pour les articles homonymes, voir DDR-2.

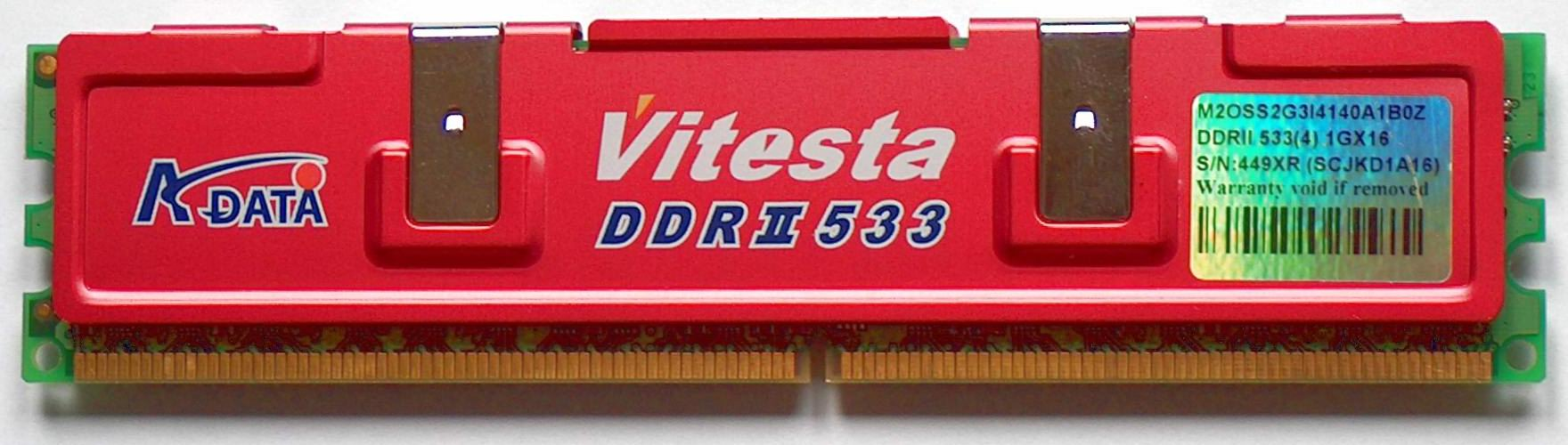
1 GB de mémoire RAM DDR2 avec dissipateur thermique intégré.

La DDR2 SDRAM ou DDR2 (de l'anglais Double Data Rate two Synchronous Dynamic Random Access Memory) est la seconde génération de mémoire vive dynamique de type DDR pour les ordinateurs personnels, la première étant la technologie DDR SDRAM. Ce type de mémoire informatique utilise des circuits intégrés. Cette technologie fait partie de la famille des mémoires vives SDRAM, qui elle-même est une des multiples versions des mémoires DRAM. DDR2 respecte en outre le format DIMM.
Avec une fréquence d'horloge de 100 MHz, une mémoire SDR SDRAM (communément appelée seulement « SDRAM ») transfère les données sur le front montant des impulsions d'horloge. Ce qui permet d'atteindre un débit de transfert de données de 0,8 Gio/s.
Contrairement à la SDR-SDRAM, la DDR-SDRAM et la DDR2-SDRAM effectuent les transferts sur le front montant et le front descendant des impulsions d'horloge (une technique appelée « dual pumping » en anglais). Le taux de transfert est doublé, il est équivalent à 200 MHz (et une bande passante théorique de 1,6 Gio/s) tout en utilisant la même fréquence d'horloge.
La différence majeure entre la DDR et la DDR2 est que la fréquence du bus est double de celle du groupe de cellules mémoires. Quatre mots de données peuvent ainsi être transférés par cycle des cellules mémoires. À fréquence des cellules mémoires égale, la DDR2 a un débit deux fois plus élevé que celui de la DDR.
La fréquence d'horloge de la mémoire DDR2 est également généralement plus grande grâce à des améliorations techniques au niveau de l'interface électrique, avec des raccordements intégrés, une mémoire tampon de prélecture, ainsi que des circuits de sortie externes à la puce. Cependant, la DDR2 a des temps de latence plus élevés. L'accès aux puces, qui est décomposé en n étapes, est plus long. En ce qui concerne la mémoire tampon de prélecture, sa largeur de bus est passée de 2 bits (pour la DDR) à 4 bits. Elle passera à 8 bits pour la DDR3. En d'autres termes, cette mémoire convient plutôt aux transferts de grandes quantités de données, car la grande vitesse de transfert sur une « longue » période minimise alors le mauvais temps de latence initial.
La DDR2 possède un avantage majeur avec une tension d'alimentation à 1,8 volt, ce qui limite la production de chaleur par effet Joule.

## Spécifications standards

### Puces
- DDR2-400 : puces de mémoire DDR2-SDRAM conçues pour être cadencées à 100 MHz et l'horloge d'E/S à 200 MHz,
- DDR2-533 : puces de mémoire DDR2-SDRAM conçues pour être cadencées à 133 MHz et l'horloge d'E/S à 266 MHz,
- DDR2-667 : puces de mémoire DDR2-SDRAM conçues pour être cadencées à 166 MHz et l'horloge d'E/S à 333 MHz,
- DDR2-800 : puces de mémoire DDR2-SDRAM conçues pour être cadencées à 200 MHz et l'horloge d'E/S à 400 MHz,
- DDR2-1066 : puces de mémoire DDR2-SDRAM conçues pour être cadencées à 266 MHz et l'horloge d'E/S à 533 MHz.
- DDR2-1200 : puces de mémoire DDR2-SDRAM conçues pour être cadencées à 300 MHz et l'horloge d'E/S à 600 MHz.

### Barrettes de mémoire
- PC2-3200 : Barrette de mémoire DDR2-SDRAM conçues pour être cadencées à 200 MHz utilisant des puces de mémoire DDR2-400, avec une bande passante de 3,200 Gio/s
- PC2-4200 : Barrette de mémoire DDR2-SDRAM conçues pour être cadencées à 266 MHz utilisant des puces de mémoire DDR2-533, avec une bande passante de 4,267 Gio/s
- PC2-5300 : Barrette de mémoire DDR2-SDRAM conçues pour être cadencées à 333 MHz utilisant des puces de mémoire DDR2-667, avec une bande passante de 5,333 Gio/s[1]
- PC2-6400 : Barrette de mémoire DDR2-SDRAM conçues pour être cadencées à 400 MHz utilisant des puces de mémoire DDR2-800, avec une bande passante de 6,400 Gio/s
- PC2-8500 : Barrette de mémoire DDR2-SDRAM conçues pour être cadencées à 533 MHz utilisant des puces de mémoire DDR2-1066, avec une bande passante de 8,533 Gio/s
- PC2-9600 : Barrette de mémoire DDR2-SDRAM conçues pour être cadencées à 600 MHz utilisant des puces de mémoire DDR2-1200, avec une bande passante de 9,6 Gio/s

Note : « DDR2-... » (ou DDR-...) désigne la fréquence d'horloge équivalente, alors que la notation « PC2-.... » (ou PC-....) désigne la bande passante théorique. Ce dernier nombre est généralement arrondi par excès ou par défaut. Pour ce qui est de la DDR2, JEDEC dicte qu'il faut arrondir par défaut, c'est-à-dire, arrondir à la centaine inférieure la plus près. La bande passante est calculée en multipliant la fréquence d'horloge équivalente par huit. Il faut multiplier par huit car un module de mémoire DDR2 transfère 64 bits de données à chaque cycle de la fréquence d'horloge. Étant donné que 8 bits équivalent à 1 octet, 8 octets sont donc transférés à chaque cycle de la fréquence.

## Rétro compatibilité

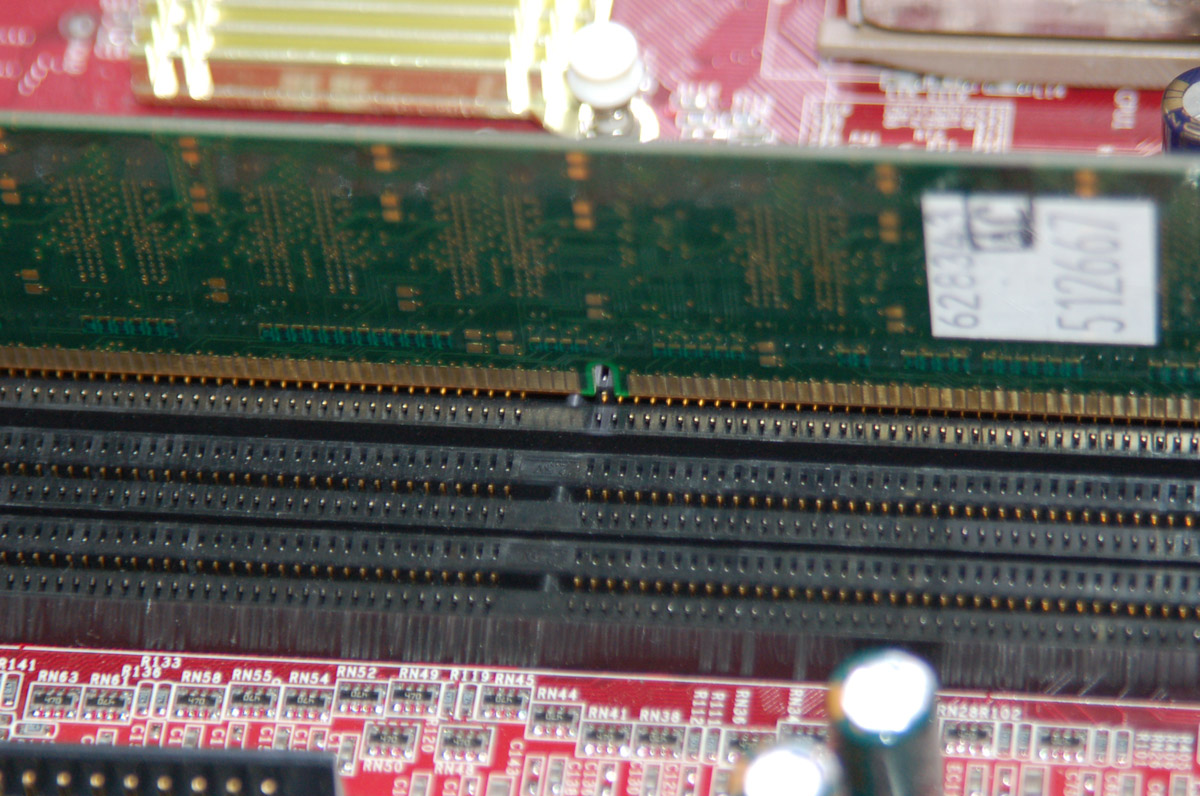
Mémoire DDR2 sur carte mère DDR. (montage impossible !)

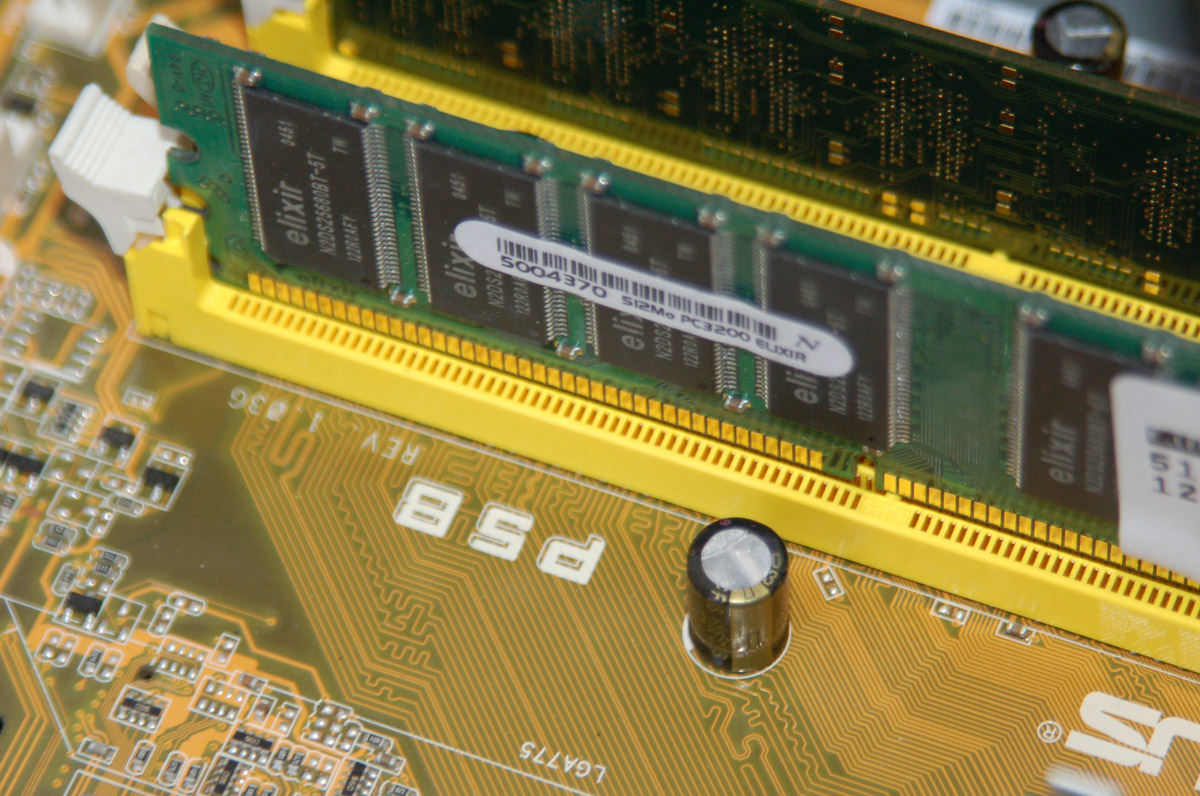
Mémoire DDR sur carte mère DDR2. (montage impossible !)

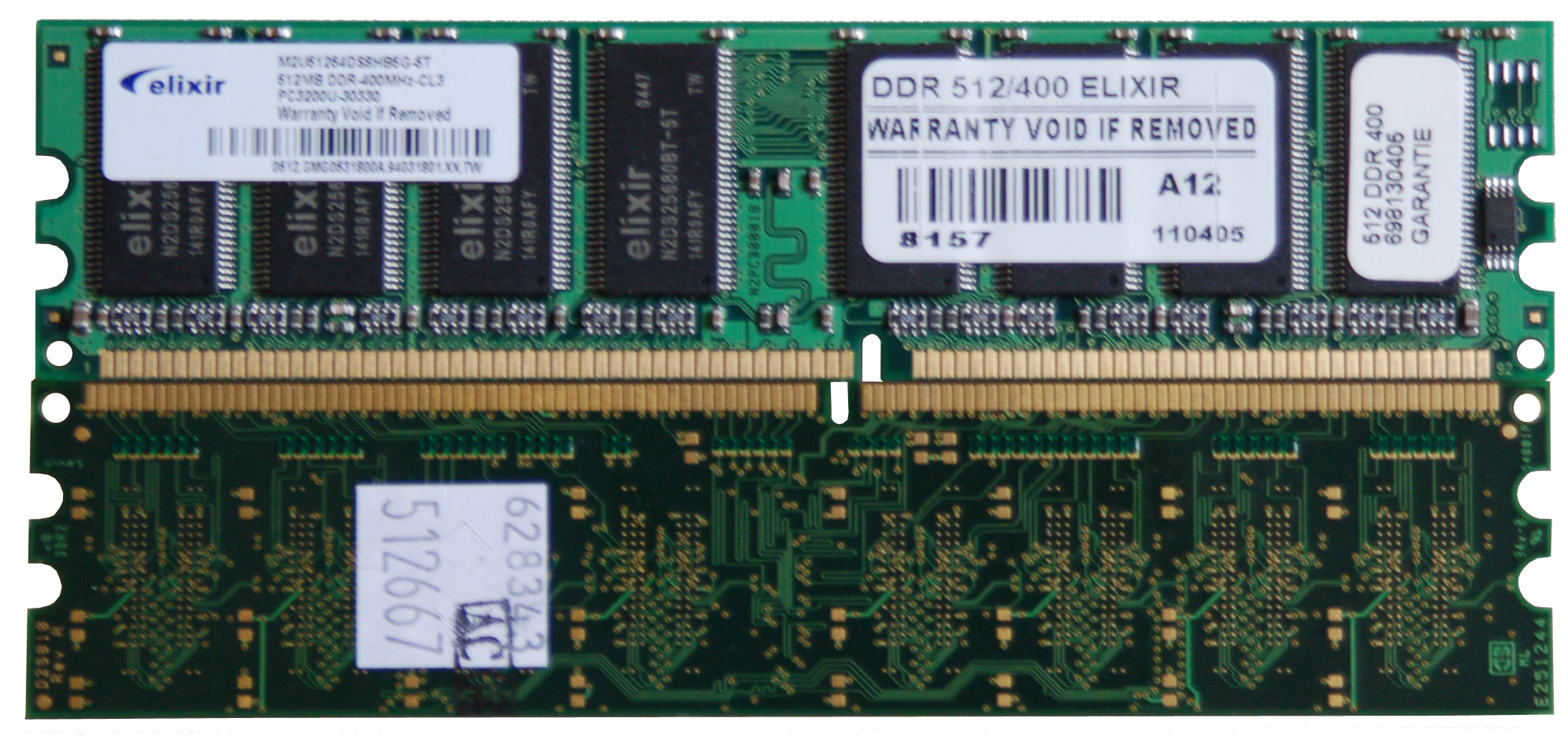
Comparaison de la position de l'encoche (DDR2 en bas).

Les modules de mémoire (ou DIMM) DDR2 ne sont pas rétrocompatibles avec les DIMM DDR. C'est-à-dire qu'un DIMM DDR2 ne peut être utilisé sur une carte mère demandant des DIMM DDR et vice-versa. Le module de DDR2 ne peut pas être inséré dans le slot mémoire DDR. Ceci est dû au fait que le détrompeur central est placé à une position légèrement différente. De plus, les connexions sont plus nombreuses sur un DIMM DDR2 que sur un DIMM DDR où la densité de broches est moins élevée.
Il est important de comprendre que les modules DDR2 et DDR fonctionnent à une tension différente (2,5 V au lieu de 1,8 V pour la DDR2).
Le fait d'insérer un module DIMM DDR2 dans une connecteur femelle conçu pour un DIMM DDR -ou l'inverse- soit en forçant, soit en modifiant légèrement l'encoche centrale du module, endommagera le module et/ou la carte mère.

## La ramification GDDR
Le premier produit commercialisé revendiquant l'utilisation de la technologie « DDR2 » a été la carte graphique NVIDIA GeForce FX 5800. La mémoire DDR2 utilisée sur les cartes graphiques (officiellement appelée de la GDDR2) n'est pas de la DDR2 à proprement parler, mais une version précoce et intermédiaire entre les technologies DDR et DDR2. De fait, il manque une particularité importante de la DDR2 dans la technologie GDDR2 : le fait que la fréquence d'horloge de l'Entrée-Sortie soit doublée. De plus, la GDDR2 a eu de sérieux problèmes de surchauffe causés par la tension nominale de la DDR (2,5 V). ATi a depuis amélioré la technologie GDDR en développant la GDDR3, qui, elle, est plus près des spécifications de la DDR2 malgré plusieurs ajouts destinés spécialement aux cartes graphiques.
À la suite de l'introduction de la GDDR2 par les cartes graphiques de la série FX 5800, les séries 5900 et 5950 sont revenues au DDR, mais l'ancienne carte économique NVIDIA, la 5700 Ultra, utilisait de la GDDR2 cadencée à 450 MHz (comparativement à 400 MHz sur la carte 5800 régulière ou 500 MHz sur la 5800 Ultra).
La carte graphique Radeon 9800 Pro de ATi Technologies avec ses 256 Mo de mémoire (pas la version avec 128 Mo) utilise également la GDDR2, mais seulement parce que cette dernière requiert moins de broches que la DDR. La Radeon 9800 Pro 256 Mo est seulement cadencée à 20 MHz de plus que la version 128 Mo, dans le but de contrer la baisse de performance liée à une latence plus élevée et au nombre plus important de puces de mémoire. La rumeur dit que la GDDR2 utilisée par la 9800 Pro 256 Mo d'ATi était supposée être utilisée sur la série GeForce FX 5800 ; mais ce ne fut pas le cas, car NVIDIA décida d'arrêter la production de la 5800. La série 9800XT qui a suivi est revenue à DDR, et plus tard ATi commença à utiliser de la mémoire GDDR3 sur leurs cartes de la série Radeon X800.
La GDDR3 est communément utilisée dans la plupart des cartes graphiques utilisant des processeurs graphiques NVIDIA ou ATi. Cependant, une confusion additionnelle a été ajoutée avec l'apparition de cartes graphiques bon marché et intermédiaires qui clament utiliser de la mémoire « DDR2 ». Ces cartes n'utilisent pas de la GDDR2, mais plutôt des puces de mémoire DDR2 standards conçues pour être utilisées pour de la mémoire vive d'un ordinateur personnel. Cette technologie ne peut pas atteindre les vitesses que la GDDR3 peut atteindre. Cependant c'est rapide et suffisamment abordable pour être utilisé comme de la mémoire vidéo sur les cartes milieu de gamme.

## Intégration
La DDR2 a été introduite durant la première moitié de 2003. Les deux vitesses initiales étaient de 200 MHz (PC2-3200) et de 266 MHz (PC2-4200). Mais ces mémoires étaient moins performantes que leur équivalent en vitesse en DDR, à cause d'une hausse du temps de latence qui occasionne un temps d'accès total deux fois plus long dans le pire des cas. Cependant, la DDR ne sera pas officiellement mise sur le marché à des vitesses supérieures à 266 MHz (équivalent à 533 MHz). La mémoire DDR-533, et même DDR-600 existent. Cependant, JEDEC a statué qu'elles ne seront pas standardisées. Ces modules sont souvent de pures optimisations de puces de mémoire à rendement élevé et consomment beaucoup plus de puissance électrique que les modules moins rapides. De plus, ils n'offrent souvent qu'une très faible augmentation réelle de la performance. Alors que contrairement à la technologie DDR, des modules de mémoire DDR2 existent à des vitesses beaucoup plus rapides que le plus rapide en DDR, soit DDR-600. En effet, il existe actuellement[Quand ?] des modules de mémoire jusqu'à DDR2-1111 (PC2-8800), et ce, malgré le fait que JEDEC a standardisé jusqu'à maintenant jusqu'à DDR2-800.
|                    | DDR             | DDR              | DDR                      |  |                    | DDR2            | DDR2             | DDR2                     |
| Technologie de bus | Type de mémoire | Fréquence réelle | Bande passante par canal |  | Technologie de bus | Type de mémoire | Fréquence réelle | Bande passante par canal |
| ------------------ | --------------- | ---------------- | ------------------------ |  | ------------------ | --------------- | ---------------- | ------------------------ |
| PC-1600            | DDR-200         | 100 MHz          | 1,6 Gio/s                |  | PC2-5300           | DDR2-667        | 333 MHz          | 5,3 Gio/s                |
| PC-2100            | DDR-266         | 133 MHz          | 2,1 Gio/s                |  | PC2-6400           | DDR2-800        | 400 MHz          | 6,4 Gio/s                |
| PC-2700            | DDR-333         | 166 MHz          | 2,7 Gio/s                |  | PC2-8500           | DDR2-1066       | 533 MHz          | 8,5 Gio/s                |
| PC-3200            | DDR-400         | 200 MHz          | 3,2 Gio/s                |  | PC2-8800           | DDR2-1100       | 550 MHz          | 8,8 Gio/s                |
|                    |                 |                  |                          |  | PC2-9600           | DDR2-1200       | 600 MHz          | 9,6 Gio/s                |

Les deux fabricants de processeurs principaux, Intel et AMD supportent tous deux la technologie DDR2.

## Format des barrettes mémoire
La barrette standard DDR2 possède 240 contacts, des puces au format BGA présentant des meilleures caractéristiques que celles au format TSOP (en) (sur le plan thermique comme électrique). Elle se présente sous le format DIMM, dénommé : DIMM DDR2-SDRAM
Autres formats (pour ordinateurs portables notamment) :
- modules SO-DIMM DDR2-SDRAM 200 contacts
- modules micro DIMM DDR2-SDRAM 214 contacts

Les modules DIMM DDR2 SDRAM ont 240 contacts, au lieu de 184 pour les DIMM DDR SDRAM et 168 pour les DIMM SDRAM.

## Alternatives
La technologie se frotte généralement à peu de compétition dans le domaine de la mémoire informatique. Or, il existe trois alternatives :
- XDR DRAM (eXtreme Data Rate DRAM) de la compagnie Rambus. Cette technologie permet d'atteindre des fréquences d'horloge très élevées, mais Rambus a été en quelque sorte désavouée par la plupart des fabricants de jeux de puces (chipsets) pour cartes mères pour PC. De plus, il semble plus crédible que la XDR DRAM trouvera son utilisation dans les boîtiers décodeurs et autres appareils semblables. Sony a choisi la XDR pour être utilisée dans la PlayStation 3.

- QBM, ou Quad Band Memory (ou mémoire à bande quadruple) de la compagnie Kentron. Cette technologie utilise des modules DDR avec deux canaux efficacement redirigés vers le module. Ceci a été brièvement utilisé par VIA, mais ils ont cessé l'utilisation de cette technologie. Il y a également des doutes concernant la viabilité commerciale de Kentron.

- Quad Data Rate SRAM (en) (QDR), considéré comme le successeur naturel et logique des technologies DDR SDRAM. La DDR2 utilise déjà quelques méthodes de transfert empruntées à QDR, bien qu'elle reste surtout basée sur la technologie DDR. Or, la QDR n'est pas actuellement considérée comme un produit viable à cause des hauts coûts de production et des vitesses insuffisantes actuellement atteintes. La plupart des modules QDR atteignent à peine 66 MHz (équivalent à 266 MHz), et la technologie pourrait ne pas être viable avant la fin de la décennie[Quand ?].